# Latarnia morska New Brighton
Latarnia morska New Brighton – nieczynna latarnia morska położona na północno-zachodnim cyplu półwyspu Wirral, w New Brighton, w północnej Anglii.
Budowę latarni rozpoczęto 8 czerwca 1827 roku. Kamień węgielny pod budowę położył Thomas Littledale – burmistrz Liverpoolu. Ze względu na to, że latarnia znajduje się w strefie pływów, budowa możliwa była tylko podczas odpływu. Budowa trwała 3 lata – do 1830 roku – i kosztowała 27 500 funtów. Po raz pierwszy latarnia zaświeciła 1 marca tego samego roku. Świeciła 2 białymi błyskami i następującym po nich błyskiem czerwonym. Światło miało zasięg 14 mil. 
Latarnia została zbudowana z bloków granitowych przywiezionych z kamieniołomu na Anglesey. Aby zwiększyć wytrzymałość latarni, projekt zakładał, że każdy z bloków zazębiał się z sąsiednimi. Po zakończeniu budowy cała konstrukcja została pokryta substancją zwaną Puzzellani, otrzymywaną z popiołów Etny. Aby dostać się do wnętrza latarni, niezbędna jest drabina – drzwi znajdują się 7,5 metra nad poziomem gruntu.
Latarnia działała do 1 października 1973 roku. Straciła znaczenie ze względu na upowszechnienie nowoczesnych systemów nawigacji.
Obiekt został zakupiony przez architekta z New Brighton za 100 funtów i obietnicę opieki nad budynkiem. Nowy właściciel umeblował jedno z pomieszczeń, dodał kuchenkę i łazienkę z prysznicem. Przez pewien czas latarnię można było wynająć na noc poślubną.